# プロジェクト鳩
プロジェクト鳩（プロジェクトはと、Project Pigeon、後に"organic control"の略称であるプロジェクトオルコン、Project Orconに改称）とは、第二次世界大戦に米国の行動主義心理学者B.F.スキナーによって行われた鳩によってミサイルを誘導しようとする試みである。
ミサイルの前部にはレンズがあり、ターゲットの像が内部のスクリーンに映し出される。オペラント条件づけによって訓練された鳩は、ターゲットの像を認識し、くちばしでつつく。スクリーンの中央がつつかれた場合は、ミサイルは真っ直ぐに飛ぶ。中心からずれた場所がつつかれた場合には、スクリーンが傾くことで制御機構が作働し、ミサイルの方向が変わる。
このような発想に対して疑問を持つものもいたが、NDRC(国防研究委員会)は25,000ドルを研究費として支出した。しかし、ペリカンミサイルの誘導に鳩を使おうとするスキナーの発想は、あまりに非現実的であると考えられた。鳩の訓練はそこそこうまくいったものの、スキナーの考えが真面目に扱われることはなかった。1944年10月、このプロジェクトを真剣に追求すれば実戦応用がすぐに見込まれる他の研究に支障をきたすとして、軍はこのプロジェクトを中止した。
1948年、プロジェクト鳩は、プロジェクトオルコン(Project Orcon)として海軍によって復活した。電気的な誘導システムの信頼性が証明されたことにより、このプロジェクトは1953年に終了した。